# Manoir de Keraud
Le manoir de Keraud est un édifice situé à Caudan, en France.

## Situation
Le manoir est situé sur le territoire de la commune de Caudan, au lieu-dit Keraud, dans le département du Morbihan, en région Bretagne.

## Description
Le manoir date du XVIe siècle, il adopte un plan allongé classique avec deux pièces au rez-de-chaussée, salle/cuisine, l'accès à l'escalier se faisant par la salle. La cuisine se double d'un cellier postérieur aussi profond que la cage d'escalier. Cette pièce annexe supporte une pièce secondaire à l'étage qui porte à trois le nombre de chambres. L'élévation antérieure du manoir n'est pas homogène : en moellon au centre, en pierre de taille à l'est et partiellement à l'ouest. Édifice à un étage carré. Toiture  à longs pans recouverte d'ardoises, pignon découvert. Escalier dans-œuvre : escalier à vis sans jour.

## Histoire
Le manoir est construit dans la première moitié du XVIe siècle pour les seigneurs du Pou. Il subit quelques remaniements au début du XIXe siècle après sa vente, à la Révolution. De nouvelles baies sont alors percées : une à l'étage et une au rez-de-chaussée, côté ouest. La pente du toit est également modifiée et le linteau de la grande fenêtre de l'étage à l'est est changé. C'est peut-être lors du changement de toiture que la partie centrale de l'élévation antérieure s'écroule : elle est remontée en moellon en remployant les ouvertures d'origine. En face du manoir, les communs du XVIIIe siècle réemploient une porte du XVIe siècle.
Le manoir appartient aux seigneurs du Pou (Plouay) , propriétaires de plusieurs domaines dans les paroisses de Caudan et de Saint-Caradec. Passé aux Gouvello de Keryaval qui émigrent durant la Révolution, le manoir et ses dépendances sont vendus en 1794 comme bien national à Joseph Duc. Avant cette date, le manoir est déclassé en ferme.
Il est inscrit à l'inventaire général du patrimoine culturel.